# Каманин, Николай Петрович
Никола́й Петро́вич Кама́нин (5 (18) октября 1908 года, Меленки, Владимирская губерния — 12 марта 1982 года, Москва) — советский лётчик и военачальник, участник операции по спасению экспедиции парохода «Челюскин» в 1934 году, один из семёрки первых Героев Советского Союза (20.04.1934). Организатор и руководитель подготовки первых советских космонавтов (1961—1971). Генерал-полковник авиации (25.10.1967).

## Биография

### Ранние годы
Родился 18 октября 1908 года в городе Меленки Владимирской губернии (ныне Владимирской области) в многодетной семье, где было семеро детей. Русский. Отец, Пётр Иванович (1871—1919), работал сапожником в артели, а в 1917 году был избран на должность заведующего уездным отделом продовольственного снабжения. Умер от тифа. Мать, Стефанида Даниловна (1879—1964) была домохозяйкой, а после смерти мужа работала ткачихой на текстильной фабрике. Будучи вдовой, она в годы гражданской войны, разрухи и голода сумела вырастить детей и дать всем им образование.
Окончил в 1927 году местную среднюю школу-девятилетку.
Сам Каманин в своей повести «Моя биография только начинается» (1934) пишет о том, как в семнадцатилетнем возрасте он «исправил ошибку природы», переправив в документах для поступления в лётную школу последнюю цифру года своего рождения с «девятки» на «восьмёрку», приписав себе один год. Поэтому во всех документах указано, что он родился в 1908 году, хотя на самом деле он родился 18 октября 1909 года.

### Военное обучение. Служба на Дальнем Востоке
В Красной Армии служил с июля 1927 года. Окончил Военно-теоретическую школу ВВС РККА в Ленинграде в 1928 году. В 1929 году окончил 2-ю военную школу лётчиков имени Осоавиахима (г. Борисоглебск), по окончании которой ему было присвоено звание младшего лётчика. С ноября 1929 года служил в 40-й особой авиационной эскадрилье им. Ленина ВВС Особой Краснознамённой Дальневосточной армии на Дальнем Востоке (г. Спасск Дальневосточного края, ныне закрытый аэродром «Хвалынка»), где был младшим лётчиком, старшим лётчиком, командиром звена. В июле 1933 года был назначен командиром отряда 28-й отдельной авиаэскадрильи (ОАЭ), базировавшейся близ озера Ханка в селе Черниговка (станция Мучная Уссурийской железной дороги) ныне Приморского края. В 1932 году вступил в ВКП(б).

### Спасение челюскинцев

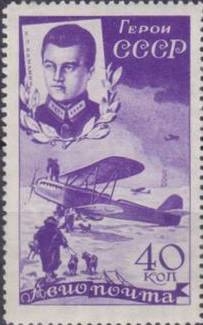
Почтовая марка СССР, 1935 год

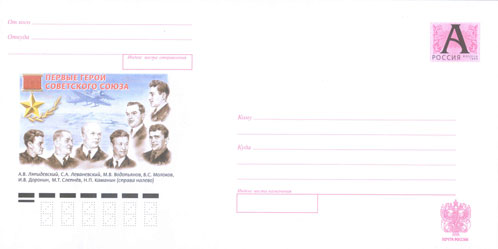
Почтовый конверт России к 70-летию челюскинской эпопеи (2004): Первые Герои Советского Союза: А. В. Ляпидевский, С. А. Леваневский, М. В. Водопьянов, В. С. Молоков, И. В. Доронин, М. Т. Слепнёв, Н. П. Каманин

В феврале 1934 года Н. П. Каманин был назначен командиром смешанного отряда самолётов для спасения экипажа и пассажиров парохода «Челюскин»:

Начали полёт по-военному, клином. Вскоре нас догнал Бастанжиев. Мой самолёт шёл впереди, две машины справа, две — слева. Итак, в воздухе был авиационный отряд в составе: Николай Каманин, Борис Пивенштейн, Василий Молоков, Иван Демиров, Борис Бастанжиев, Матвей Шелыганов, Герман Грибакин, Пётр Пилютов, Леонид Осипов, Анатолий Разин, Константин Анисимов, Пётр Кулыгин, Иван Девятников, Сергей Астахов, Юрий Романовский. Пять лётчиков, один штурман, восемь техников и один корреспондент.

Группа самолётов под командованием Каманина в сложных метеоусловиях совершила перелёт Олюторка — Ванкарем протяжённостью около 1500 км. В девяти полётах на льдину на двухместном самолёте Р-5 Каманин вывез из ледового лагеря 34 полярника (из 104-х, находившихся в ледовом лагере), приспособив для размещения пассажиров подвешенные под крыльями парашютные ящики. За мужество и героизм, проявленные при спасении челюскинцев, Н. П. Каманину 20 апреля 1934 года присвоено звание Героя Советского Союза с вручением ордена Ленина. После учреждения в 1939 году особого знака отличия Героев Советского Союза ему была вручена медаль «Золотая Звезда» за № 2.
В январе 1935 года Героя направили учиться в Военно-воздушную академию РККА им. проф. Н. Е. Жуковского, которую он окончил с отличием. В декабре 1938 года назначен командиром 19-й легкобомбардировочной авиабригады Харьковского авиагарнизона (102 самолёта).
В 1937 году был избран депутатом Верховного Совета СССР 1-го созыва.

### Советско-финляндская война (1939—1940)
Во главе 19-й легкобомбардировочной бригады принимал участие в советско-финляндской войне (1939—1940) в составе ВВС 9-й и 15-й армий.

### Служба в Средней Азии
В октябре 1940 года полковника Каманина назначили командиром 3-й отдельной авиабригады ВВС Среднеазиатского военного округа в Ташкенте. Ввиду отсутствия командующего, одновременно временно исполнял должность командующего ВВС округа. С марта 1941 — командир 4-й авиационной бригады в том же округе (Ашхабад). Во главе бригады участвовал в Иранской операции в августе 1941 года. После урегулирования положения в Иране в сентябре 1941 года Каманин был назначен заместителем командующего ВВС Среднеазиатского военного округа, а с октября исполнял должность командующего ВВС САВО. Занимался формированием и подготовкой авиационных соединений для фронта.

### Великая Отечественная война
С июля 1942 года и до окончания Великой Отечественной войны Н. П. Каманин находился на фронте. С июля 1942 года командовал 292-й штурмовой авиационной дивизией 3-й воздушной армии на Калининском фронте. С февраля 1943 — командир 8-го смешанного авиационного и 5-го штурмового авиационного корпусов (Степной, Воронежский, 1-й Украинский и 2-й Украинский фронты). Внёс весомый вклад в совершенствование тактики боевых действий штурмовиков Ил-2. Соединения под его командованием участвовали в Великолукской, Белгородско-Харьковской, Киевской, Корсунь-Шевченковской, Львовско-Сандомирской, Будапештской и Венской операциях; освобождали от гитлеровских захватчиков Украину, Польшу, Румынию, Венгрию и Чехословакию.
Во время войны ему были присвоены воинские звания генерал-майора авиации (17.03.1943) и генерал-лейтенанта авиации (20.04.1945).
За годы Великой Отечественной войны Н. П. Каманин 29 раз был удостоен персональной благодарности в приказах Верховного Главнокомандующего И. В. Сталина.
Участник Парада Победы на Красной площади 24 июня 1945 года (командир сводного батальона лётчиков в составе сводного полка 2-го Украинского фронта).
Сын Николая Петровича, Аркадий, вместе с отцом также участвовал в боевых действиях в качестве лётчика эскадрильи связи. Его имя известно в числе пионеров-героев.

### Послевоенные годы
После войны продолжал командовать 5-м штурмовым авиакорпусом. В июне 1946 года назначен командиром 3-го гвардейского штурмового авиационного корпуса в Южной группе войск. С ноября 1947 года работал в Главном управлении Гражданского воздушного флота заместителем начальника Главного управления по оборонным вопросам. С марта 1948 года был председателем Организационного бюро ДОСААФ, а с июня 1951 года — заместитель председателя ДОСААФ по авиации, с декабря 1955 по февраль 1956 года был заместителем председателя Центрального комитета ДОСААФ.
В 1956 году окончил Высшие академические курсы при Высшей военной академии имени К. Е. Ворошилова.
С января 1957 года — командующий 73-й воздушной армией (Туркестанский военный округ, Ташкент). В 1958 году по поручению советского правительства оказал помощь королю Афганистана в организации и проведении воздушного парада над Кабулом, в котором участвовало около 100 самолётов 73-й воздушной армии СССР и около 30 самолётов Афганистана.
С апреля 1958 года — заместитель начальника Главного штаба ВВС.
Являлся членом редакционной коллегии журнала «Авиация и космонавтика».

### Подготовка космонавтов
С 1960 года Каманин руководил отбором и подготовкой первых советских космонавтов. С января 1961 года осуществлял эту работу официально, находясь в должности начальника отдела по подготовке и обеспечению космических полётов Главного штаба ВВС. В 1966—1971 годах занимал должность помощника Главнокомандующего ВВС по космосу.
В январе 1961 года приказом Главнокомандующего ВВС была сформирована комиссия для приёма выпускных экзаменов у первых шести слушателей-космонавтов, подготовленных в течение девяти месяцев 1960 года в Центре подготовки космонавтов ВВС (ЦПК): генерал-лейтенант авиации Н. П. Каманин (председатель), генерал-майор А. Н. Бабийчук (начальник медицинской службы ВВС), генерал-лейтенант Ю. М. Волынкин (начальник Института авиационной и космической медицины Министерства обороны — ИАКМ), генерал-лейтенант В. Я. Клоков (заместитель начальника ИАКМ по политчасти), полковники медицинской службы В. И. Яздовский (заместитель начальника ИАКМ) и Е. А. Карпов (начальник ЦПК), академик Н. М. Сисакян (Институт биохимии АН СССР), кандидат технических наук К. П. Феоктистов (ОКБ-1), Главный конструктор завода № 918 Госкомитета по авиационной технике (ГКАТ) С. М. Алексеев и заслуженный лётчик-испытатель М. Л. Галлай (Лётно-исследовательский институт — ЛИИ ГКАТ). 17 и 18 января 1961 года в присутствии начальника ЛИИ Н. С. Строева прошли экзамены, на которых все слушатели показали отличные знания. После окончания экзаменов Н. П. Каманин в присутствии членов комиссии объявил экзаменуемым, что комиссия рекомендует следующую очерёдность использования космонавтов в полётах: Гагарин, Титов, Нелюбов, Николаев, Быковский, Попович.
В 1961—1962 Н. П. Каманин вместе с космонавтами принимал участие в полётах на летающей лаборатории Ту-104А в условиях невесомости.
6 апреля 1961 года С. П. Королёв, М. В. Келдыш и Н. П. Каманин на космодроме Байконур подписали задание космонавту на одновитковый полёт вокруг Земли — первое в истории задание человеку на космический полёт. В нём были указаны цели полёта и действия космонавта при нормальном его ходе, а также в нештатных ситуациях. 8 апреля 1961 года на расширенном заседании Государственной комиссии по пуску космического корабля «Восток», которую возглавлял Председатель Государственного комитета Совета Министров СССР по оборонной технике К. Н. Руднев, это задание было утверждено.
8 апреля 1961 года на закрытом заседании, где присутствовали только члены Государственной комиссии, Н. П. Каманин от имени ВВС предложил первым кандидатом на полёт считать Ю. А. Гагарина, а запасным — Г. С. Титова. Комиссия согласилась с этим предложением. Также было принято решение о порядке аварийного катапультирования космонавта на старте: до 40-й секунды полёта команду на катапультирование подаёт С. П. Королёв или Н. П. Каманин, а после 40-й секунды космонавт катапультируется автоматически. 9 апреля 1961 года Н. П. Каманин сообщил Ю. А. Гагарину и Г. С. Титову об их ролях в первом полёте.
10 апреля 1961 г. в зале монтажного корпуса космодрома Байконур на «торжественном» заседании Государственной комиссии, проводившемся с киносъёмкой, Н. П. Каманин официально представил комиссии и присутствующим (всего в зале было около 70 человек) шесть первых космонавтов, отлично сдавших выпускные государственные экзамены и впервые в нашей стране официально получивших звание пилотов-космонавтов ВВС — Ю. А. Гагарина, Г. С. Титова, Г. Г. Нелюбова, А. Г. Николаева, В. Ф. Быковского, П. Р. Поповича. После этого Каманин сообщил, что по мнению командования ВВС, первым можно утвердить Гагарина, а запасным — Титова. Государственная комиссия единогласно утвердила предложенное назначение.
12 апреля 1961 года в 8 часов утра, за час до прибытия космонавтов, Н. П. Каманин вместе с ведущим инженером корабля О. Г. Ивановским поднялись на лифте к верху ракеты, проверили шифр логического замка, необходимый космонавту для переключения на ручное управление, и удостоверились в нормальной работе замка.
С 27 апреля по 7 августа 1961 года Н. П. Каманин, сопровождая Ю. А. Гагарина, посетил Чехословакию, Финляндию, Англию, Исландию, Кубу, Бразилию, Канаду и Венгрию. В июле 1961 года выезжал в Париж на заседание ФАИ, где рассматривались рекорды Гагарина и Шепарда. С 28 ноября по 15 декабря 1961 года вместе с Ю. А. Гагариным совершил поездку в Индию, на Цейлон (ныне Шри-Ланка), в Афганистан, а также в столицу Узбекской ССР Ташкент.
С 30 апреля по 11 мая 1962 года сопровождал Г. С. Титова в поездке по США, во время которой они посетили Нью-Йорк, Вашингтон, Балтимор, Сан-Франциско и Сиэтл, участвовали в работе научной ассамблеи КОСПАР в Вашингтоне, Всемирной выставки «XXI век» в Сиэтле, были приняты исполняющим обязанности Генерального секретаря ООН У Таном в Нью-Йорке.
Каманин был активным сторонником отправки женщины в космос, добившись космического полёта В. В. Терешковой.
25 октября 1967 года Каманину присвоено звание генерал-полковника авиации.
Полёт «Союза-11» в июне 1971 года стал последним для Каманина в должности помощника Главнокомандующего ВВС по космосу, которую он занимал с 1966 года. О том, что он уходит в отставку, было известно ещё до гибели космонавтов, осуществивших первый полёт на орбитальную станцию «Салют-1».
9 июня 1970 года участвовал в шахматной партии «Космос — Земля» — первой в истории шахматной партии, сыгранной между космонавтами в полёте и «представителями Земли». На Земле в паре играли Н. П. Каманин и космонавт В. В. Горбатко, а в космосе — экипаж космического корабля «Союз-9» — А. Г. Николаев и В. И. Севастьянов. Все участники были приняты в почётные члены Центрального шахматного клуба СССР.

### Последние годы
С августа 1971 года — в отставке. Жил в Москве. Умер 12 марта 1982 года. Похоронен на Новодевичьем кладбище.

## Семья
- Жена — Мария Михайловна, урождённая Мисюль (1909—1999), финка по национальности.
- Двое сыновей:
  - Аркадий (1928—1947),
  - Лев (1934—2011)
- внуки:
  - Ольга (1959 г.)
  - Николай (1965 г.)
- правнуки:
  - Кирилл (1989 г.)
  - Назар (2005 г.)

Аркадий — самый молодой лётчик Великой Отечественной войны (свой первый самостоятельный вылет на самолёте У-2 он совершил в неполные пятнадцать лет), гвардии старшина, военный лётчик, пилот У-2 эскадрильи связи 5-го гвардейского штурмового авиакорпуса, в 14 лет был награждён орденом Красной Звезды за спасение пилота разбившегося штурмовика Ил-2 на нейтральной полосе. Позднее был удостоен второго ордена Красной Звезды и ордена Красного Знамени. После Великой Отечественной войны продолжил карьеру военного, поступив в 1946 году на подготовительные курсы Военно-воздушной академии имени Н. Е. Жуковского, которую в своё время окончил его отец. Скоропостижно умер от менингита 13 апреля 1947 года.
Лев — работал в НИИ ВВС, затем преподавателем в ВВИА: сначала на кафедре теории авиадвигателей; после увольнения в запас в звании полковника (1987) — на кафедре инженерной графики, доцент, кандидат технических наук. Окончил ВВИА им. Жуковского (1958). Умер 30 марта 2011 года. Написал краткие воспоминания об отце, подготовил к печати и опубликовал 4 тома дневников Н. П. Каманина («Скрытый космос»).

## Награды
- Звание «Герой Советского Союза» (1934) — «за умелое использование достижений советской авиации в малоизученных условиях Ледовитого океана, за исключительно инициативную, чёткую и самоотверженную работу, обеспечившую успешное выполнение операции по спасению челюскинцев»[20]
- медаль «Золотая Звезда» Героя Советского Союза (1939, № 2)
- три ордена Ленина  (20.04.1934, № 414; 20.04.1953; 17.06.1961)
- орден Октябрьской Революции  (17.10.1978)
- два ордена Красного Знамени (29.05.1944; 06.11.1947)
- два  ордена Суворова 2-й степени (10.01.1944; 28.04.1945)
- орден Кутузова 2-й степени  (19.08.1944)
- орден Красной Звезды (03.11.1944)
- медали СССР
- памятная настольная медаль в честь первого полёта человека в космос (1961; награждены только 75 военных, в том числе Н. П. Каманин)
- орден Заслуг Венгерской Народной Республики 3-й степени
- орден «Звезда Социалистической Республики Румынии» 3-й и 5-й степени
- орден Тудора Владимиреску 3-й степени (Румыния, 24.10.1969)
- орден «Защита Отечества» 2-й и 3-й степени (Румыния)
- орден Михая Храброго 3-й степени (Румыния, 1946)
- орден «За авиационную доблесть» 1-й и 2-й степени (Румыния, 1946)
- орден «Крест храбрых» (Польша, 19.12.1968)
- орден Красной Звезды (Чехословакия, 30.04.1970)
- иностранные медали

## Почётные звания
- Почётный гражданин Братиславы, Пловдива, Риги, Калуги, Байконура, Винницы и Карл-Маркс-Штадта
- Почётный член Центрального шахматного клуба СССР (1970)

## Память
- Табличкой с именем Н. П. Каманина начинается список Героев Советского Союза — выпускников Борисоглебской военной школы лётчиков на гранитной стене мемориального комплекса «Чкаловцы — герои Отечества», открытого в 2015 году (Борисоглебск, Воронежская область)[21].
- Бронзовый бюст Н. П. Каманина (скульптор А. Д. Казачок) установлен в 2009 году в «Галерее первых Героев Советского Союза» в Центральном Музее Великой Отечественной войны на Поклонной горе в Москве[22][23].
- Бюст Н. П. Каманина был передан в 1964 году скульптором Г. Н. Постниковым в музей Центра подготовки космонавтов.

- Имя «Николай Каманин» было торжественно присвоено 31 июля 1997 г. транспортному самолёту МЧС России Ил-76ТД бортовой номер RA-76840[24][25]. 1 июля 2016 г. самолёт разбился, врезавшись в сопку при тушении лесных пожаров в Иркутской области.
- Имя «Каманин» с 1937 года носил речной пассажирский теплоход на канале Москва — Волга (построен в Горьком в 1937 году, позднее переименован в «Комсомолец»).
- Имя Н. П. Каманина присвоено в 2008 году Меленковской средней общеобразовательной школе № 1, которую он окончил в 1927 году.
- В музее боевой славы в Меленковской школе № 1 (Владимирская область) есть экспозиция, посвящённая Герою; на здании этой школы помещена мемориальная доска.
- Бюст Н. П. Каманина установлен на одной из главных улиц его родного города Меленки (Владимирская область).
- В Меленках проводятся спортивные турниры Каманина по хоккею и бильярду[26].
- Мемориальная доска в Москве размещена в 1997 году внутри подъезда в доме, где с 1937 по 1982 гг. жил Н. П. Каманин (ул. Серафимовича, дом 2, подъезд 10)[27].
- Мемориальная доска в Москве открыта в 2015 году на доме № 2 по ул Серафимовича, где Н. П. Каманин жил с 1962 по 1982 гг.[28].
- Именем Каманина названы улицы в Меленках, Москве, Владимире[29], Севастополе[30], Боровске (Калужская область)[31], Кировграде (Свердловская область)[32] и во многих других городах.
- Почтовая марка с портретом Н. П. Каманина была выпущена Почтой СССР в 1935 году.
- Почтовый конверт с портретами первых семи Героев Советского Союза выпущен Почтой России в 2004 году к 70-летию челюскинской эпопеи.
- Документальные материалы о жизни и деятельности Н. П. Каманина хранятся в собраниях музеев России (ГЦМСИР, Музей космонавтики, Владимиро-Суздальский музей-заповедник и другие)[33].

## В кинематографе
- Н. П. Каманин — один из персонажей художественного фильма «И ты увидишь небо» (1978), посвящённого рассказу о его сыне — лётчике Аркадии Каманине. Роль генерала Каманина исполнил актёр Александр Пороховщиков.
- В художественном фильме «Челюскинцы» (1984) в роли Каманина снялся Владимир Осипчук
- В художественном фильме «Гагарин. Первый в космосе» (2013) в роли Н. П. Каманина снялся актёр Владимир Стеклов.
- В фильме «Главный» (2015) роль генерал-полковника Н. П. Каманина сыграл актёр Анатолий Кот.
- В фильме «Время первых» (2017) роль генерала Каманина сыграл актёр Анатолий Котенёв. Образ Каманина в этом фильме очень далёк от истины. В реальности он никогда не поставил бы вопрос о том, чтобы пожертвовать жизнями космонавтов ради достижения цели[34].
- Документальный фильм «Героизм по наследству. Аркадий и Николай Каманины», режиссёр Л. Касаткина, 38 минут. Россия, 2018.

## Сочинения
- Каманин, Николай. Моя биография только начинается. — В кн.: А. Ляпидевский и др. Как мы спасали челюскинцев. Под общ ред. О. Ю. Шмидта, И. Л. Баевского, Л. З. Мехлиса. М.: Изд. редакции «Правды», 1934.
- Каманин Н. П. Через неизведанные хребты. — В кн.: Герои воздуха. — Ташкент : Ср.-Аз. территориальное управление Гражд. Возд. Флота, 1934. С. 30—32.
- Моя биография только начинается. — М.: Молодая гвардия, 1935.
- Каманин Н. Война и кадры // газ. «Сталинский сокол», 1942, 6 марта. С. 3.
- Первый гражданин Вселенной. — М.: Молодая гвардия, 1962.
- Экспериментальная космическая станция на орбите. — М.: Молодая гвардия, 1969. (О полёте космических кораблей «Союз-4» и «Союз-5».)
- Семеро на орбите. — М.: Молодая гвардия, 1969. (О полёте космических кораблей «Союз-6», «Союз-7» и «Союз-8».) Соавтор М. Ф. Ребров.
- Илы в небе. — Правда, 28 января 1971. (О книге Асташенков П. Т. Конструктор легендарных ИЛов. — М., Политиздат, 1970. — 120 с.)
- В том памятном апреле // Московский комсомолец. — 1971. 04 апреля 1971. — № 79 (9912). (к 10-летию полёта Ю. А. Гагарина).
- Лётчики и космонавты. — М.: Политиздат, 1971.
- Путь в космос начинается с зарядки. — М.: Физкультура и спорт, 1975.
- Старты в небо. — М.: Изд-во ДОСААФ, 1976.
- Сотвори себя. — М.: Молодая гвардия, 1982.

Посмертно изданы дневники:
- Скрытый космос: Книга 1. 1960—1963 гг. — М.: Инфортекст-ИФ, 1995. 400 с.
- Скрытый космос: Книга 2. 1964—1966 гг. — М.: Инфортекст-ИФ, 1997. 444 с.
- Скрытый космос: Книга 3. 1967—1968 гг. — М.: ИИД «Новости космонавтики», 1999. 351 с.
- Скрытый космос: Книга 4. 1969—1978 гг. — М.: ИИД «Новости космонавтики», 2001. 383 с.
- Скрытый космос: Космические дневники генерала Каманина (комплект из двух книг — том 1 и том 2)[35]. — М.: Космоскоп—РТСофт, 2013. 1548 с., илл. ISBN 978-5-903545-25-4 / ISBN 978-5-903545-27-8
- На крылатых танках: Боевой путь 5-го штурмового корпуса, рассказанный его командиром. — СПб.: Гангут, 2015. ISBN 978-5-9906891-3-8
- На крылатых танках: Фронтовой дневник командира штурмового авиакорпуса. — М.: Эксмо, 2016. 384 с. ISBN 978-5-699-88525-1.